# NGC 7479
NGC 7479 ist eine Balkenspiralgalaxie vom Hubble-Typ SB(s)c im Sternbild Pegasus am Nordsternhimmel. Sie ist schätzungsweise 114 Millionen Lichtjahre von der Milchstraße entfernt und wird als Starbust- und Seyfert-2-Galaxie klassifiziert.
Das Objekt wurde am 19. Oktober 1784 von dem deutsch-britischen Astronomen Wilhelm Herschel entdeckt.